# Марк Коминий Секунд
Марк Коминий Секунд (лат. Marcus Cominius Secundus) — римский политический деятель середины II века.
О происхождении Секунда нет никаких сведений. С около 141 по 144 год он находился на посту легата V Македонского легиона. Примерно в 147—150 годах Секунд был легатом пропретором провинции Нижняя Паннония. В этой должности он упоминается в ряде надписей, например, от октября 148 года и августа 150 года. В 151 году Секунд занимал должность консула-суффекта вместе с Луцием Аттидием Корнелианом. Дальнейшая его биография не известна.